# Szlakiem Grodów Piastowskich
Szlakiem Grodów Piastowskich – polski wieloetapowy wyścig kolarski, rozgrywany corocznie w kwietniu w latach 1966–2021 na Dolnym Śląsku. Należał do organizowanego przez Międzynarodową Unię Kolarską cyklu UCI Europe Tour i posiadał kategorię 2.2.
Organizatorem wyścigu było Stowarzyszenie Grody Piastowskie, a wcześniej było nim Miedziowe Centrum Kolarstwa.

## Historia[2]

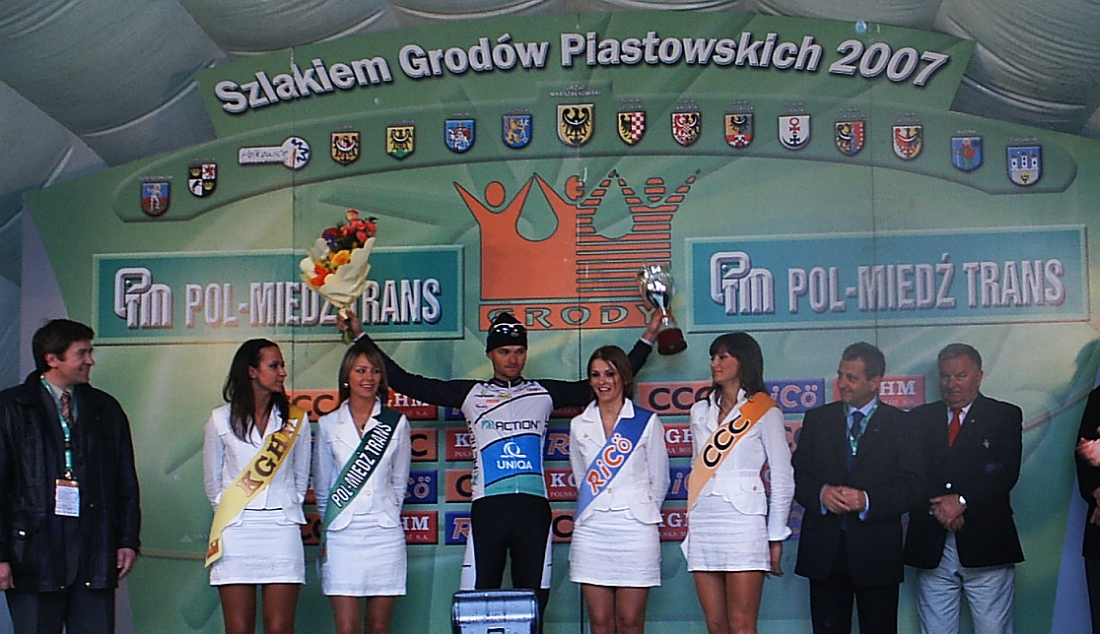
Robert Radosz na podium Szlakiem Grodów Piastowskich 2007

Historia organizacji wyścigu "Szlakiem Grodów Piastowskich" sięga 1966. Pierwszymi komandorami wyścigu byli początkowo działacze wrocławscy - Stefan Wiązowski, Czesław Szczygielski i Bronisław Janicki, a potem przekazali organizację kolegom z województwa legnickiego. Tę odpowiedzialną na wyścigu funkcję pełnili między innymi Zygmunt Łuszcz, Kazimierz Hałaszyński, Stanisław Gołąb, Ryszard Matuszak, Henryk Krugliński, Janusz Jasiński, Wacław Zgoda, Franciszek Chyła, Bolesław Brygider.

### Organizacyjne początki
Zaczęło się na początku 1966 roku. Dolnośląski Okręgowy Związek Kolarski we Wrocławiu (DOZKol) postanowił wtedy uczcić Tysiąclecie Państwa Polskiego zorganizowaniem jakiejś dużej imprezy. Wybór padł na Legnicę. Ówczesny wiceprezes DOZKol, Czesław Szczygielski i trener - koordynator tego związku - Stefan Wiązowski, a także red. Tadeusz Doliński z "Gazety Robotniczej" (potem długoletni prezes DOZKol) złożyli wizytę w Legnicy, przedstawili swą propozycję i znaleźli aprobatę miejscowych władz. Ignacy Pressler, Antoni Trymbulak, Józef Hetmański, Franciszek Szymkowiak wyrazili zgodę na zlokalizowanie "sztabu" wyścigu w Legnicy - w hotelu "Piast". Patronat objęła redakcja sportowa "Gazety Robotniczej" fundując także puchar dla zwycięzcy. Utworzono społeczny komitet organizacyjny, działający przy wydatnej pomocy władz polityczno-administracyjnych Legnicy.
Pierwszym Komandorem wyścigu został Stefan Wiązowski. Na starcie stanęło 129 kolarzy, reprezentujących piony i federacje sportowe. Przyjechała także ekipa kadry olimpijskiej, w której byli m.in. Zenon Czechowski i Henryk Kowalski, a także młody legniczanin Henryk Woźniak. Ostatnie nazwisko było później bardzo znane sympatykom sportu w zagłębiu miedziowym. Woźniak, który w późniejszych latach reprezentował Polskę na mistrzostwach świata, przez wiele lat był trenerem i wychowawcą kolarzy w "Górniku Polkowice".

### Pierwszy wyścig
Pierwszy etap długości 126 km zaczął się w Legnicy, a zakończył na stadionie w Lubinie. Był to niezwykły etap, pełen dramatów. Aż 20 zawodników przebiło "gumy" w swych rowerach. Największym pechowcem był Fornalczyk, który musiał trzykrotnie zmieniać koło. Lotny finisz w Chocianowie wygrał Sumiński, ówczesny wicemistrz Polski w kolarstwie przełajowym, a na drugim miejscu przyjechał legniczanin Szumlakowski. Zacięta walka trwała aż do mety, na którą wpadła 19-osobowa grupa zawodników. Wygrał Brodacki przed Szałańskim, Czechowskim i Szumlakowskim.
Potem odbyła się jazda indywidualna na czas na dystansie 30 km. Ten "etap prawdy" wygrał Janiak przed Lewandowskim i Fornalczykiem. Samotna jazda na czas została rozegrana na trasie  Lipce-Chojnów-Lipce. Trzeci etap (122 km), prowadzący z Legnicy przez Złotoryję, Wojcieszów, Bolków do Jawora, już bez defektów, wygrał Bania przed Dylikiem i Rzepką.
Ostatni etap, liczący 165 km, odbył się na trasie Strzegom (na start w tym mieście zawodnicy przyjechali autokarami) - Świdnica - Dzierżoniów - Walim - Świdnica - Strzegom - Legnica. Zwyciężył Mikołajczyk przed Kowalskim i Szałańskim.
Wyścig zakończył się w generalnej klasyfikacji zwycięstwem Henryka Kowalskiego, który nie wygrał wprawdzie żadnego etapu, ale wykazał najbardziej równą formę. Oprócz pucharu otrzymał on w nagrodę  znanej marki rower "Huragan". Gdańszczanin wyprzedził Mikołajczyka o 13 sekund, a następne miejsca zajęli kolejno Szałapski, Widera, Chmura i Barcik.
Pierwszy wyścig w 1966 miał nazwę "Szlakiem Zamków Piastowskich", co miało przypomnieć o polskości tych ziem w roku Tysiąclecia Państwa. Ponieważ jednak zamków na trasie było niewiele postanowiono drugi wyścig rozegrać pod zmienioną nazwą "Szlakiem Grodów Piastowskich", która pozostała już na stałe.

### Kolejne lata
W 1967 wprowadzono do programu kryterium uliczne, które odbyło się w Legnicy (punktowano pięć lotnych finiszów). Trasa II wyścigu prowadziła między innymi przez Chojnów, Jawor, Strzegom, Jelenią Górę (górska premia na Kapeli), Świerzawę, Złotoryję. Meta była w Legnicy. W łącznej kwalifikacji po czterech etapach zwyciężył Rajmund Zieliński przed Zapałą, Świderskim, W. Kowalskim i Jaremą.
W 1968 triumfował Gac przed Jaremą. Trzecie miejsce wywalczył legniczanin Szumlakowski, wyprzedzając Gazdę. Wycofali się m.in. Józef Gawliczek i Andrzej Bławdzin, którzy po dwóch etapach opuścili Legnicę, wyjeżdżając na wyścig do Czechosłowacji.
Ozdobą następnych dwóch wyścigów "Szlakiem Grodów Piastowskich" byli kolarze radzieccy. W 1969 wystartowała rekordowa liczba 175 zawodników. Wygrał Dmitriew z ZSRR, a w 1970 znów triumfował kolarz radziecki – Łotysz Kalnienieks, który wyprzedził Gusiatnikowa (w ostatnich latach był trenerem reprezentacji ZSRR na Wyścigach Pokoju i Igrzyskach Olimpijskich w Seulu). 
Wraz z wyścigiem od roku 1968, pod okiem Mieczysława Żelaznowskiego błyskawicznie rozwijała się kariera sportowa Ryszarda Szurkowskiego. Następne lata to pasmo sukcesów naszego najlepszego kolarza, który wygrał "Grody" dwukrotnie w 1978 i 1981.
W 1983 zwycięstwo odnosi urodzony w Nowicach k. Świdnicy najlepszy "czasowiec" w historii polskiego kolarstwa Tadeusz Mytnik.
W 1988 po raz pierwszy przebieg etapów rejestrowano na taśmie video, a sędziowie korzystali z pomocy komputera.
Od 1999 wyścig znalazł się w kalendarzu Międzynarodowej Unii Kolarskiej (UCI). Stał się największą imprezą kolarską o charakterze międzynarodowym organizowaną na Dolnym Śląsku. Otwierał sezon międzynarodowych wyścigów kolarskich w Polsce. Od tego czasu startowały w nim wszystkie polskie grupy zawodowe oraz ekipy zagraniczne.
W latach 1999–2000 dwie edycje z rzędu wygrał Piotr Wadecki. 
Najwięcej zwycięstw w wyścigu odniósł Marek Rutkiewicz, który triumfował 3 razy.
Od 2016 sponsorem głównym imprezy była firma CCC i wyścig nosił nazwę CCC Tour-Grody Piastowskie.
W 2020 wyścig nie odbył się z powodu pandemii COVID-19.

## Zwycięzcy
Opracowano na podstawie:
| Rok  | Pierwsze             | Drugie                | Trzecie               |
| ---- | -------------------- | --------------------- | --------------------- |
| 1966 | Henryk Kowalski      | Jerzy Mikołajczyk     |                       |
| 1967 | Rajmund Zieliński    | Ryszard Zapała        |                       |
| 1968 | Ryszard Gac          | Zygfryd Jarema        |                       |
| 1969 | Jurij Dmitriew       | Józef Gawliczek       | Marian Kegel          |
| 1970 | Ringolds Kalnenieks  | Aleksandr Gusiatnikow | Henryk Woźniak        |
| 1971 | Stanisław Gazda      |                       |                       |
| 1972 |                      |                       |                       |
| 1973 | Tadeusz Prasek       |                       |                       |
| 1974 |                      |                       |                       |
| 1975 | Edward Barcik        |                       |                       |
| 1976 |                      |                       |                       |
| 1977 | Stanisław Szozda     |                       |                       |
| 1978 | Ryszard Szurkowski   |                       |                       |
| 1979 | Sławomir Podwójniak  |                       |                       |
| 1980 |                      |                       |                       |
| 1981 | Ryszard Szurkowski   |                       |                       |
| 1982 | Jerzy Jagieła        |                       |                       |
| 1983 | Tadeusz Mytnik       |                       |                       |
| 1984 | Zdzisław Wrona       |                       |                       |
| 1985 | Mieczysław Karłowicz |                       |                       |
| 1986 | Zdzisław Wrona       |                       |                       |
| 1987 | Zenon Jaskuła        | Marek Kulas           | Zdzisław Komisaruk    |
| 1988 | Jacek Bodyk          | Mieczysław Karłowicz  | Zbigniew Spruch       |
| 1989 | Zbigniew Rudyk       |                       |                       |
| 1990 | Marek Wrona          |                       |                       |
| 1991 |                      |                       |                       |
| 1992 | Artur Krzeszowiec    |                       |                       |
| 1993 | Czesław Rajch        |                       |                       |
| 1994 | Paweł Niedźwiecki    |                       |                       |
| 1995 | Grzegorz Piwowarski  | Zbigniew Rudyk        | Wojciech Pawlak       |
| 1996 | Sławomir Chrzanowski |                       |                       |
| 1997 | Piotr Zaradny        | Artur Krzeszowiec     | Krzysztof Szafrański  |
| 1998 | Andrzej Sypytkowski  | Piotr Zaradny         | Dariusz Wojciechowski |
| 1999 | Piotr Wadecki        | Ondrej Slobodník      | Bernard Bocian        |
| 2000 | Piotr Wadecki        | Piotr Przydział       | Tomasz Lisowicz       |
| 2001 | Eugen Wacker         | Ondřej Sosenka        | Remigijus Lupeikis    |
| 2002 | Krzysztof Szafrański | Remigijus Lupeikis    | Zbigniew Piątek       |
| 2003 | Artur Krasiński      | Wojciech Pawlak       | Branko Filip          |
| 2004 | Piotr Przydział      | Dawid Krupa           | Tomasz Kiendyś        |
| 2005 | Zbigniew Piątek      | Radosław Romanik      | Piotr Przydział       |
| 2006 | Tomasz Kiendyś       | Marcin Sapa           | Wojciech Pawlak       |
| 2007 | Tomasz Kiendyś       | Mitja Mahorič         | Bartosz Huzarski      |
| 2008 | Bartosz Huzarski     | Tomasz Kiendyś        | Mitja Mahorič         |
| 2009 | Mariusz Witecki      | Wołodymyr Starczyk    | Daniele Callegarin    |
| 2010 | Marek Rutkiewicz     | Bartosz Huzarski      | Tomasz Marczyński     |
| 2011 | Robert Vrečer        | Marek Rutkiewicz      | Łukasz Bodnar         |
| 2012 | Marek Rutkiewicz     | Stefan Schumacher     | Mateusz Taciak        |
| 2013 | Jan Bárta            | Davide Rebellin       | Mateusz Taciak        |
| 2014 | Mateusz Taciak       | Marek Rutkiewicz      | Silvio Herklotz       |
| 2015 | Paweł Bernas         | Mateusz Taciak        | Jiří Polnický         |
| 2016 | Ołeksandr Poływoda   | Michele Gazzara       | Jiří Polnický         |
| 2017 | Marek Rutkiewicz     | Leszek Pluciński      | Emanuel Piaskowy      |
| 2018 | Łukasz Owsian        | Josef Černý           | Jan Tratnik           |
| 2019 | Kamil Małecki        | Maciej Paterski       | Jannik Steimle        |
| 2021 | Maciej Paterski      | Immanuel Stark        | Szymon Rekita         |